# Струм вершини
Струм вершини (англ. summit current) — у полярографії (зміннострумній, диференційній імпульсній, диференціальній, квадратнохвильовій) — максимальне значення компоненти струму, пов'язаної з присутністю речовини. Ця компонента є звичайно фарадеївською і виникає через те, що швидкість зміни швидкості процесу передачі заряду з прикладеним потенціалом проходить через максимум.